# بانی لاک-ووداستر، نورت فلوریدا
بانی لاک-ووداستر، نورت فلوریدا (انگلیسی: Bonnie Loch-Woodsetter North, Florida) یک مکان سابق تعیین شده برای سرشماری سابق (CDP) در شهرستان براوارد، در ایالت فلوریدا است. جمعیت آن در سال ۲۰۰۰ بیش از ۴٬۲۷۵ نفر بود. براساس برآورد اوراق بهادار ایالات متحده، منطقه «بانی لاک ووداستر نورت» برای سرشماری نامنویسی شد. این منطقه بخشی از سرشماری ارتفاعات پومپانو در سرشماری ۱۹۹۰ بود.

## موقعیت جغرافیایی
«بانی لاک ووداستر نورت» در موقعیت ۲۶°۱۶'۵۶" شمالی و ۸۰°۰۷'۴۷" غربی قرار دارد.
با توجه به اداره سرشماری ایالات متحده، CDP این مکان دارای مساحت ۱/۲ کیلومتر مربع (۰/۵ مایل مربع) می‌باشد.